# Speuren
Speuren is een hondensport waarbij de hond door het volgen van een gelopen spoor gedropte voorwerpen verzamelt met het terugvinden van de spoorloper als uiteindelijk doel.
Er zijn grofweg drie disciplines te onderscheiden bij het speuren: het zogeheten sportspeuren, KNPV-speuren en het praktijkspeuren.

## Sportspeuren
Sportspeuren is afkomstig uit het internationaal door de FCI erkende IPO-programma.
In de jaren 60 en 70 van de 20ste eeuw werd het programma Internationale Prüfungsordnung met als onderdelen speuren, appel en pakwerk opgesteld. De nadruk van het sportspeuren ligt in oorsprong bij het exact volgen van het spoor, waarbij de hond met de neus over de grond dient te werken.

## KNPV-speuren
Dit is sinds begin deze eeuw in Nederland een onderdeel van het zoekwerkprogramma binnen de Koninklijke Nederlandse Politiehond Vereniging (KNPV), waar de hond middels het volgen van een spoor naar een groot voorwerp moet speuren, zoals een geweer, en dit voorwerp vervolgens moet aanblaffen. Op het spoor liggen een aantal verwijzingsvoorwerpen welke de hond aan z'n handler dient te verwijzen. De werkwijze van het KNPV-speuren is al vrijer dan bij het sportspeuren, de hond mag tot 5 meter afwijken van het spoor, mits hij de gebruiksvoorwerpen op het spoor correct verwijst.

## Praktijkspeuren
Het praktijkspeuren vindt zijn oorsprong bij de Royal Canadian Mounted Police (RCMP) en heeft als doel een vermiste persoon zo snel mogelijk terug te vinden. Om dit te bereiken wordt de hond vrijgelaten in haar wijze van werken. Hierdoor zoekt de hond zowel op het spoor, in de lucht, op beschadiging en verwaaiing. Door deze informatie te combineren kan de hond bijvoorbeeld bepalen om stukken af te snijden, waardoor het doel eerder wordt bereikt. Het nadeel hiervan is anderzijds dat verloren of gedropte voorwerpen eerder worden gemist.